# خانه رشادی
خانه رشادی مربوط به سده‌های متاخر دوران‌های تاریخی پس از اسلام است و در کاشان، خیابان محتشم، کوی سرپله، کوچه صباغی، کوچه رنگرزها واقع شده و این اثر در تاریخ ۲۱ مرداد ۱۳۸۶ با شمارهٔ ثبت ۱۹۳۲۷ به‌عنوان یکی از آثار ملی ایران به ثبت رسیده است.